# 道の駅樋脇
道の駅樋脇（みちのえき ひわき）は、鹿児島県薩摩川内市樋脇町市比野にある鹿児島県道42号川内加治木線の道の駅である。
市比野温泉に位置し、足湯が設置されている。

## 施設
- 駐車場
  - 普通車：69台
  - 大型車：8台
  - 身障者用：1台
- トイレ（いずれも24時間利用可能）
  - 男：大 3器、小 7器
  - 女：5器
  - 身障者用：1器
- 公衆電話
- 公衆FAX
- 足湯
- レストラン「こすもす」（9:00 - 16:00）
- 喫茶店（9:00 - 16:00）
- 物産館「直売所まるやま」
- 観光案内所

## 休館日
- 第1・3水曜日
- 1月1日

## アクセス
- 鹿児島県道42号川内加治木線 - 登録路線
  - 鹿児島県道39号串木野樋脇線
  - 鹿児島県道335号市比野東郷線

## 周辺
- 薩摩川内市 市比野出張所
- 市比野温泉